# Макеевский сельский округ (Московская область)
Макеевский сельский округ — упразднённая административно-территориальная единица, существовавшая на территории Зарайского района Московской области в 1994—2006 годах.
Макеевский сельсовет был образован в первые годы советской власти. До 1929 года он входил в состав Зарайской волости Зарайского уезда Рязанской губернии.
В 1929 году Макеевский с/с был отнесён к Зарайскому району Коломенского округа Московской области.
5 апреля 1936 года к Макеевскому с/с был присоединён Рожновский сельсовет.
14 июня 1954 года к Макеевскому с/с был присоединён Печерниковский с/с.
1 февраля 1963 года Зарайский район был упразднён и Макеевский с/с вошёл в Коломенский сельский район. 11 января 1965 года Макеевский с/с был передан в восстановленный Зарайский район.
3 февраля 1994 года Макеевский с/с был преобразован в Макеевский сельский округ.
10 января 2002 года в Макеевском с/о село Макеево-1 и деревня Макеево-2 были объединены в село Макеево. Одновременно была упразднена деревня Кишкино.
В ходе муниципальной реформы 2004—2005 годов Макеевский сельский округ прекратил своё существование как муниципальная единица. При этом все его населённые пункты были переданы в сельское поселение Каринское.
29 ноября 2006 года Макеевский сельский округ исключён из учётных данных административно-территориальных и территориальных единиц Московской области.